# Ilona Staller
Ilona Staller, właściwie Elena Anna Staller, znana pod pseudonimem artystycznym Cicciolina (ur. 26 listopada 1951 w Budapeszcie) – włoska aktorka pornograficzna węgierskiego pochodzenia. Była jedną z największych europejskich gwiazd porno i skandalistek lat 80. XX wieku. Także aktywistka polityczna, pierwsza w historii gwiazda porno wybrana do parlamentu demokratycznego państwa.

## Życiorys

### Wczesne lata
Urodziła się w Budapeszcie jako córka położnej Ilony i László Stallera, urzędnika w węgierskim Ministerstwie Spraw Wewnętrznych, który zmarł, kiedy miała trzy lata. Wychowywana była przez matkę i ojczyma Ignazio w Kőbányi w proletariackiej dzielnicy Pest. Uczyła się gry na fortepianie, skrzypcach i uczęszczała na zajęcia baletu i tańca współczesnego. Miała siostrę Valerije. Początkowo uczyła się w szkole średniej dla pielęgniarek i podobnie jak matka, chciała zostać położną, jednak po obowiązkowej edukacji podjęła studia na Wydziale Archeologii na Uniwersytecie Bukareszteńskim.
W 1964, w wieku 13 lat zatrudniona została jako modelka w węgierskiej agencji fotograficznej MTI. Pod koniec lat sześćdziesiątych pracowała jako pokojówka w luksusowym hotelu w Budapeszcie i, jak sama twierdzi, informowała władze o zatrzymujących się w nim amerykańskich dyplomatach. Gdy miała 18 lat, została zwerbowana przez węgierskie służby bezpieczeństwa. Mając 20 lat zdobyła tytuł Miss Węgier. W 1972 wyemigrowała do Mediolanu i wyszła za mąż za pochodzącego z Kalabrii starszego od niej o 25 lat gościa hotelu, a po kilku miesiącach rozwiodła się, uzyskując jednak obywatelstwo włoskie.

### Kariera
Karierę modelki kontynuowała we Włoszech, gdzie poznała Riccardo Schicchiego, z którym prowadziła audycję radiową Voulez-vous coucher avec moi? (Chcesz się ze mną przespać?), która była transmitowana w 1973 w Rzymie przez prywatne Radio Luna. Wtedy przyjęła swój pseudonim Cicciolina.
Pod pseudonimem Elena Mercuri zadebiutowała na ekranie w melodramacie Bali (Incontro d’amore, 1970) u boku Johna Steinera, Laury Antonelli i Umberto Orsiniego. Wystąpiła potem w kilkudziesięciu filmach, w tym w dramacie kryminalnym Rewolwer (Revolver, 1973) z udziałem Olivera Reeda i Fabio Testi, dreszczowcu 5 donne per l’assassino (1974) z Giorgio Albertazzim, dreszczowcu policyjnym ...a tutte le auto della polizia (1975) z Antonio Sabàto, La Liceale (1975), La ingenua (1975), dramacie historycznym Miklósa Jancsó Grzechy prywatne, publiczne cnoty (Vizi privati, pubbliche virtù, 1976) z Ivicą Pajerem, komedii Psie serce (Cuore di cane, 1976) z Maxem von Sydow i Mario Adorfem, Replikator (1994) Philipa Jacksona oraz dramacie Świat zmysłów Emy Wong (El mundo de los sentidos de Emy Wong, 1977). 
W 1978 gościła we włoskim programie C’era Due Volte i była pierwszą kobietą, która pokazała nagi biust we włoskiej telewizji. Była też reżyserką i autorką scenariusza nakręconego w roku 1989 filmu Diva futura, będącego jej swoistym manifestem politycznym.
W 1983, po spotkaniu z reżyserem Riccardo Schicchi, który pomógł jej odnieść sukces w programie radiowym Voulez-vous coucher avec moi?, kiedy do jej audycji zadzwoniła dziewczyna z pytaniem o orgazm, Cicciolina opowiedziała z detalami, jak należy się masturbować. Wtedy wybuchł skandal, a prasa zaczęła ją nazywać „Marią Callas seksu”, „misjonarką miłości” i „Matka Boska skandalu!”.
Film Zmysłowe opowieści Ciccioliny (I racconti sensuali di Cicciolina, 1986), zrealizowany w Auguście, odniósł wielki sukces. 
Na planie trzech produkcji – Rozwój i upadek rzymskiej cesarzowej (Carne bollente, 1987), Diabeł w panu Holmesie (The Devil in Mr. Holmes, 1987) i Backdoor Summer 1 (1988) – spotkała się z hollywoodzkim gwiazdorem porno Johnem Holmesem, nie wiedząc, że był on nosicielem wirusa HIV. Ostatni raz zagrała w tego rodzaju filmie w roku 1993.
W 1988 zszokowała festiwalowych purystów odsłaniającą biust kreacją i pluszową maskotką na festiwalu w Cannes. Brała udział w kilku międzynarodowych edycjach magazynu „Playboy” – argentyńskim w marcu 1988 i we wrześniu 1990, węgierskim w czerwcu 2005, serbskim w lipcu 2005 i meksykańskim we wrześniu 2005. Była na okładce węgierskich magazynów, w tym „Manchete” (w lipcu 1987), „Lemezbörze” (w czerwcu 1988), „FHM” (w kwietniu 2002) i „L’Officiel” (hiszpańskiej edycji w maju 2018), a także „Ekran” (7-07-1988) i sobotnim wydaniu dziennika „Gazeta Wyborcza” – „Wysokie Obcasy” (13-05-2017).
Cicciolina usiłowała też zrobić karierę piosenkarki, śpiewając teksty o mocnym zabarwieniu erotycznym do prostej muzyki, co przynosiło niezamierzenie komiczny efekt. Ze względu na treść, jej piosenki nie były oficjalnie publikowane we Włoszech, zdobyły jednak pewną popularność za granicą. 17 listopada 1990 ukazał się album włoskiego speed/blackmetalowego zespołu Bulldozer pt. Alive... in Poland wraz z utworem „Ilona the Very Best” dedykowanym Ilonie Staller.
1 czerwca 1991 poślubiła amerykańskiego rzeźbiarza, Jeffa Koonsa, któremu pozowała do cyklu erotycznych rzeźb i obrazów Made in Heaven (1989-91). Małżeństwo przetrwało zaledwie rok. Już po rozwodzie urodził im się syn Ludwig Maximilian (ur. 29 października 1992), który stał się przedmiotem długiej batalii sądowej o prawo do opieki. Staller w 1998 roku wprawdzie ostatecznie przegrała, ale syn pozostał z nią we Włoszech. W 2008 Staller pozwała Koonsa za niepłacenie alimentów.
Wystąpiła w brazylijskiej telenoweli Xica da Silva (1996) jako Cortesã Ludovica de Castelgandolfo.
W marcu 2013 zajęła czternaste miejsce w rankingu „Najlepsze aktorki porno wszech czasów” (Las mejores actrices porno de todos los tiempos), ogłoszonym przez hiszpański portal 20minutos.es.
W 2015 oświadczyła, że stała się praktykującą katoliczką i jest gotowa na „artystyczny film pornograficzny”, ostatni w swojej karierze, prezent dla jej wszystkich fanów.
W 2016 powstał film dokumentalny Cicciolina: Matka chrzestna skandalu (Cicciolina. L’Arte dello Scandalo) zrealizowany przez Alpenway Media Production GmbH w reżyserii niemiecko-włoskiego dziennikarza, producenta, scenarzystę i reżysera Alessandro Melazzini’ego, który 30 kwietnia 2018 wyemitowała stacja TVN 7.
W maju 2017 znalazła się na okładce włoskiej edycji dla mężczyzn magazynu „L’Uomo Vogue” w stylizacji Jackie-Melania-Cicciolina z włoskim artystą i filmowcem Francesco Vezzolim jako prezydentem USA.

### Kariera polityczna
Ilona Staller kandydowała pierwszy raz do włoskiego parlamentu w roku 1979, z listy włoskiej Partii Zielonych Lista del Sole. W 1985 przeszła do Partii Radykalnej (Partito Radicale) i w 1987 została z jej listy wybrana do parlamentu w okręgu Lazio w Rzymie. Występowała m.in. za wystąpieniem Włoch z NATO i przeciwko energetyce jądrowej. W roku 1990, podczas kryzysu iracko-kuwejckiego złożyła pod adresem Saddama Husajna ofertę seksu, w zamian za doprowadzenie do pokoju w regionie. Ofertę tę powtórzyła jeszcze w roku 2002 oraz, tym razem pod adresem Osamy bin Ladena, w 2006.
Posłanką była tylko przez jedną kadencję. Pozostała jednak aktywna politycznie. W 1991 założyła, wraz z przyjaciółką, aktorką pornograficzną Moaną Pozzi, „Partię Miłości” (Partito dell’Amore). W 2002 próbowała startować w wyborach parlamentarnych na Węgrzech, nie uzyskała jednak wymaganego poparcia, aby zarejestrować się jako kandydatka.
W 2012 założyła „nową partię”, a w 2013 także politykę wspólnie z pochodzącym z Tagliacozzo Lucą Di Carlo, prawnikiem międzynarodowych gwiazd takich jak Pamela Anderson, Michael Jackson, Lady Gaga czy Rod Stewart, był to ruch DNA (Democrazia Natura Amore). Jej poglądy polityczne były swoistą mieszanką pozycji ekologicznych i radykalnie liberalnych obyczajowo. Występowała przeciwko energetyce jądrowej, wykorzystywaniu zwierząt do doświadczeń naukowych, proponuje wyższe opodatkowanie samochodów, by z uzyskanych pieniędzy finansować ochronę środowiska. Opowiadała się za pełną wolnością seksualną, za legalizacją narkotyków, przeciwko przemocy i cenzurze i za edukacją seksualną w szkołach. Stała się także aktywną działaczką ruchu na rzecz praw zwierząt.

## Nagrody
| Rok  | Nagroda                                                | Kategoria                               |
| ---- | ------------------------------------------------------ | --------------------------------------- |
| 1997 | 5. Festival Internacional de Cine Erótico de Barcelona | Nagroda Ninfa za całokształt twórczości |
| 1999 | Hot d’or                                               | Nagroda za całokształt twórczości       |
| 2015 | Italian Porn Award                                     | Nagroda za całokształt twórczości       |
| 2020 | Nagroda portalu Pornhub                                | Nagroda za całokształt twórczości       |

## Dyskografia

### albumy
- 1978: Ilona Staller (wyd. RCA Italiana)

### single
- 1976: „Voulez Vous Coucher Avec Moi?” (wyd. Nuovo Playore 1°)[56]
- 1979: „I Was Made For Dancing” (wyd. RCA, RCA Victor)
- 1979: „Cavallina A Cavallo” (wyd. RCA SS-3205)
- 1979: „I Was Made For Dancin'” / „Save The Last Dance For Me – Lascia L’Ultimo Ballo Per Me” (wyd. RCA Italiana PD 6327)
- 1980: „Buone Vacanze” (wyd. RCA, RCA Original Cast)
- 1980: „Eurokids” / „Goal Buone Vacanze” (wyd. RCA JPB 6472)
- 1981: „Ska Skatenati” (wyd. Lupus LUN 4917)
- 1987: „Muscolo rosso” / „Avec toi” (SFC 17117-7)
- 1987: „Muscolo rosso” / „Russians” (Hiszpania, BOY-028-PRO)